# Vireo bellii
El vireo de Bell (en México y Honduras) (Vireo bellii), también denominado vireo pálido (en Nicaragua), es una especie de ave paseriforme de la familia Vireonidae perteneciente al numeroso género Vireo. Es nativo de América del Norte (donde anida) y América Central (hacia donde migra). 

## Distribución y hábitat
Esta especie anida en el centro y suroeste de Estados Unidos y norte de México durante los veranos boreales y migra hacia el sur en los inviernos, a otras regiones de México, por la costa occidental de Centroamérica, por Guatemala, El Salvador, Honduras, hasta el norte de Nicaragua.
Su habitat preferido es el bosque templado húmedo de tierras bajas, los mezquites y, más al oriente de su rango, los terrenos arbustivos en las praderas.

## Estado de conservación
Ha sido calificada como “casi amenazada”  por la IUCN debido a que su población está en declinio moderadamente rápido debido a la pérdida de hábitat resultante del uso para agricultura, deforestación y desarrollo habitacional. De forma secundaria, el parasitismo de puesta de Molothrus ater ha causado reducciones en las tasas de reproducción en el suroeste de Estados Unidos.

## Subespecies
Según la clasificación del Congreso Ornitológico Internacional (IOC) (Versión 6.2, 2016) y Clements Checklist v.2015, se reconocen 4 subespecies, con su correspondiente distribución geográfica:
- Grupo politípico bellii/medius:
  - Vireo bellii bellii Audubon, 1844 - anida en el centro y sur de Estados Unidos (desde Dakota del Norte al este hasta Indiana, al sur hasta Texas); migra hasta México, Guatemala, El Salvador, Honduras y (raramente) extremo noroeste de Nicaragua.
  - Vireo bellii medius Oberholser, 1903 - anida en el centro sur de Estados Unidos (sur de Nuevo México, suroeste de Texas) hacia el sur hasta el centro norte de México (al sur hasta San Luis Potosí, probablemente suroeste de Tamaulipas, posiblemente suroeste de Durango); migra hasta el oeste de México.

- Vireo bellii arizonae Ridgway, 1903 - anida en el suroeste de Estados Unidos (sur de Nevada, suroeste de Utah, noroeste de Arizona y suroeste de Nuevo México) hacia el sur hasta el noroeste de México (noreste de Baja California y Sonora); migra al oeste de México (centro y sur de Sonora al sur hasta Jalisco, raramente hasta el centro de Michoacán).
- Vireo bellii pusillus Coues,1866 - anida en el sur de California hacia el sur hasta el extremo noroeste de México (noroeste de Baja California); migra hasta el sur de Baja California.